# 4e compagnie de commandement de transmissions et soutien d'aérocombat
La 4e compagnie de commandement de transmissions et soutien d'aérocombat (4e CCTSA) est une unité militaire de l'Armée de terre française. Elle fait partie de la 4e brigade d'aérocombat (4e BAC).

## Création et différentes dénominations
- La compagnie mixte de transmissions 88/84 est créée en 1943 ;
- La 4e compagnie de transmissions divisionnaire (4e CTD) du 4e régiment d’hélicoptères de commandement et de manœuvre (4e RHCM) est créée le 1er juillet 1985 ;
- Devient la 4e compagnie de commandement et de transmissions le 1er juillet 1999 ;
- Dissolution le 30 juin 2010 ;
- La 4e compagnie de commandement et de transmissions est recréée le 1er juillet 2016 ;
- 1er janvier 2024 : 4e compagnie de commandement de transmissions et soutien d'aérocombat.

## Historique
La compagnie mixte de transmissions 88/84 est créée en 1943 à Marrakech au sein de la 4e division marocaine de montagne.
La 4e compagnie de transmissions divisionnaire (4e CTD) du 4e régiment d’hélicoptères de commandement et de manœuvre (4e RHCM) est créée le 1er juillet 1985 à Nancy en même temps que la 4e division aéromobile. Elle est l'héritière de la compagnie mixte de transmissions 88/84. Équipée du système RITA, sa mission est d'assurer les liaisons entre les postes de commandement de la 4e division aéromobile et ceux de la force d'action rapide.
Lors de la restructuration de l'Armée de terre à la fin des années 1990, la 4e division aéromobile est transformée en 4e brigade aéromobile. Le 4e régiment d’hélicoptères de commandement et de manœuvre est dissous le 30 juin 1999. La 4e CTD devient la 4e compagnie de commandement et de transmissions (4e CCT) directement rattachée à la 4e brigade aéromobile.
Le 30 juin 2010, la 4e compagnie de commandement et de transmissions et la 4e brigade aéromobile sont dissoutes.
La 4e compagnie de commandement et de transmissions et la 4e brigade d'aérocombat, héritière de la 4e division aéromobile, sont recréées le 1er juillet 2016 à Clermont-Ferrand dans le cadre du plan de réorganisation de l'Armée de terre.
En 2019, elle prend l'appellation de 4e compagnie de commandement et de transmissions d'aérocombat (4e CCTA) puis 4e compagnie de commandement de transmissions et soutien d'aérocombat (4e CCTSA) en 2024.
Ses personnels portent le béret bleu de l'aviation légère de l'Armée de terre mais avec l'insigne des transmissions.